# ネザ・ビドゥアン
ネザ・ビドゥアン（Nezha Bidouane、1969年9月18日 ‐ ）は、モロッコの元陸上競技選手である。
1997年の世界陸上では、ビドゥアンはまだ無名の存在であった。しかし、前大会優勝者で当時の世界記録保持者キム・バッテン（アメリカ）や、この前年の1996年アトランタオリンピックで優勝したデオン・ヘミングス（ジャマイカ）らを抑えて優勝。記録は52秒97の好タイムで、アフリカ新記録（当時）となった。1999年の世界陸上では、ダイミ・パーニア（キューバ）に100分の1秒差で敗れて連覇を逃したが、このときのタイムは52秒90で、自身の持つアフリカ記録を更新した。2000年シドニーオリンピックでは銅メダルを獲得した。2001年の世界陸上では、2位のユリア・ペチョンキナ（ロシア）に1秒近い大差をつけて圧勝した。
2005年1月15日に公式に引退を表明した。

## 記録
- 100m - 11秒78 (1995年8月26日)
- 200m - 23秒29 (1998年8月30日)
- 400m - 51秒67 (1998年9月1日)
- 100mハードル - 13秒55 (1990年8月12日)
- 400mハードル - 52秒90 (1999年8月25日、アフリカ記録[2])

## 主な成績
| 年   | 大会                     | 場所                             | 種目         | 結果 | 記録   |
| ---- | ------------------------ | -------------------------------- | ------------ | ---- | ------ |
| 1992 | IAAF陸上ワールドカップ   | ハバナ(キューバ)                 | 400mハードル | 6位  | 58秒30 |
| 1994 | IAAF陸上ワールドカップ   | ロンドン(イギリス)               | 400mハードル | 5位  | 57秒35 |
| 1997 | 世界陸上選手権           | アテネ(ギリシャ)                 | 400mハードル | 1位  | 52秒97 |
| 1997 | IAAFグランプリファイナル | 福岡(日本)                       | 400mハードル | 5位  | 55秒12 |
| 1998 | IAAF陸上ワールドカップ   | ヨハネスブルグ(南アフリカ共和国) | 400mハードル | 1位  | 52秒96 |
| 1999 | 世界陸上選手権           | セビリア(スペイン)               | 400mハードル | 2位  | 52秒90 |
| 1999 | IAAFグランプリファイナル | ミュンヘン(ドイツ)               | 400mハードル | 6位  | 54秒94 |
| 2000 | オリンピック             | シドニー(オーストラリア)         | 400mハードル | 3位  | 53秒57 |
| 2001 | 世界陸上選手権           | エドモントン(カナダ)             | 400mハードル | 1位  | 53秒34 |
| 2001 | IAAFグランプリファイナル | メルボルン(オーストラリア)       | 400mハードル | 5位  | 55秒05 |